# Alfred Frank Millidge
Alfred Frank Millidge (Newport, Regne Unit, 1914 - Tòquio, 16 d'abril de 2012) va ser un aracnòleg britànic nascut l'any 1914 a Newport.
Va treballar al Museu Americà d'Història Natural. Va publicar diverses obres, entre les quals destaca British Spiders, que va escriure conjuntament amb G. H. Locket.
Va ser un especialista en les aranyes americanes. L'any 1983, fou la primera persona a descriure l'espècie Walckenaeria crocea.
Va morir l'any 2012 a l'edat de 98 anys a Tòquio.

## Eponimia
- Wabasso millidgei Eskov 1988
- Scotinotylus millidgei Eskov, 1989
- Mecopisthes millidgei Wunderlich, 1995
- Afroneta millidgei Merrett & Russell-Smith, 1996
- Afraflacilla millidgei Zabka & Gray, 2002
- Misgolas millidgei Wishart & Rowell, 2008

## Tàxons descrits
- Ambengana complexipalpis
- Annapolis
- Anodoration
- Bactrogyna prominens
- Blestia sarcocuon
- Caenonetria perdita
- Catacercus fuegianus
- Catonetria caeca
- Cautinella minuta
- Chiangmaia
- Chthiononetes tenuis
- Cryptolinyphia sola
- Ctenophysis chilensis
- Cyphonetria thaia
- Dendronetria
- Diechomma
- Diploplecta
- Diplothyron fuscus
- Disembolus amoenus
- Disembolus anguineus
- Disembolus beta
- Disembolus concinnus
- Disembolus convolutus
- Disembolus galeatus
- Disembolus hyalinus
- Disembolus implexus
- Disembolus implicatus
- Disembolus lacteus
- Disembolus lacunatus
- Disembolus procerus
- Disembolus sinuosus
- Disembolus solanus
- Disembolus torquatus
- Disembolus vicinus
- Dolabritor
- Dubiaranea insulana
- Dumoga
- Dunedinia
- Epiwubana jucunda

## Publicacions
- Locket, G. H., Millidge, A. F. & Merrett P., 1951-1956 - British Spiders, tres vols.
- Millidge, A. F., 1985 - Some linyphiid spiders from South America (Araneae, Linyphiidae), Am. Museum of Natural History, p. 1-78.
- Millidge, A. F., 1987 - The erigonine spiders of North America. Part 8, The genus Eperigone Crosby and Bishop (Araneae, Linyphiidae), Am. Museum of Natural History, n.2885
- Millidge, A. F., 1988 - Genus Prinerigone, gen. nov. (Araneae: Linyphiidae). Bull. of British arachnological Soc. vol. 7, p. 216
- Millidge, A. F., 1993 - Blestia, a new genus of erigonine spider with clypeal sulci (Araneae: Linyphiidae). Bull. of British arachnological Soc. vol 9, p. 126-128
- Millidge, A. F., 2005 - Further linyphiid spiders (Araneae) from South America, Bull. of American Museum of Natural History, vol.205